# Albsheim an der Eis
Das Winzerdorf Albsheim an der Eis ist ein Ortsteil der Ortsgemeinde Obrigheim (Pfalz) im rheinland-pfälzischen Landkreis Bad Dürkheim. Bis 1969 war Albsheim eine eigenständige Gemeinde.

## Geographie
Albsheim liegt im südwestlichen Gemeindegebiet unmittelbar östlich des Grabenbruchs zwischen dem Pfälzerwald und der Rheinebene auf 140 m Höhe. Nördlich des Siedlungsgebiets verläuft in West-Ost-Richtung der Eisbach, der die Grenze zu Mühlheim an der Eis bildet.

## Geschichte
Albsheim wurde erstmals im Jahre 788 urkundlich erwähnt. Der Ort bildete mit acht weiteren Gemeinden die sogenannten Neunmärker, die sich im Stumpfwald rund 15 km südwestlich mit Holz versorgen durften. Bis gegen Ende des 18. Jahrhunderts gehörte der Ort zu Leiningen-Westerburg. Von 1798 bis 1814, als die Pfalz Teil der Französischen Republik (bis 1804) und anschließend Teil des Napoleonischen Kaiserreichs war, war Albsheim in den Kanton Grünstadt eingegliedert und besaß eine eigene Mairie. 1815 hatte der Ort insgesamt 332 Einwohner.
Ab 1816 gehörte Albsheim wie die gesamte Pfalz zu Bayern. Von 1818 bis 1862 war Albsheim Bestandteil des Landkommissariats Frankenthal, das anschließend in ein Bezirksamt umgewandelt wurde. 1928 hatte Albsheim 431 Einwohner, die in 75 Wohngebäuden lebten. Die Katholiken gehörten zur Pfarrei von Grünstadt, die Protestanten zu derjenigen von Mühlheim. 1939 wurde der Ort in den Landkreis Frankenthal eingegliedert.
Nach dem Zweiten Weltkrieg wurde Albsheim innerhalb der französischen Besatzungszone Teil des damals neu gebildeten Landes Rheinland-Pfalz. Im Zuge der in der zweiten Hälfte der 1960er Jahre begonnenen rheinland-pfälzischen Verwaltungsreform wurden am 7. Juni 1969 die kleineren Gemeinden am mittleren Eisbach – Albsheim an der Eis, Colgenstein-Heidesheim und Mühlheim an der Eis – in Form einer Gemeindeneubildung mit der größeren Gemeinde Obrigheim unter dem Namen „Obrigheim (Pfalz)“ zusammengeschlossen. Damals hatte Albsheim 489 Einwohner.> Zugleich wechselte die Kreiszugehörigkeit, da der Landkreis Frankenthal ebenfalls am 7. Juni 1969 aufgelöst wurde; seither befindet sich der Ort im neu geschaffenen Landkreis Bad Dürkheim. Am 22. April 1972 wurde die Gemeinde Obrigheim der Verbandsgemeinde Grünstadt-Land zugeordnet, die am 1. Januar 2018 in der Verbandsgemeinde Leiningerland aufging.

## Wirtschaft und Verkehr
Albsheim ist hauptsächlich von landwirtschaftlich genutzten Flächen umgeben, die überwiegend dem Weinbau dienen. Die durch Grünstadt führende Deutsche Weinstraße ist 1 km entfernt. Durch den Ort verläuft die Landesstraße 395, die ihn unter anderem nach Westen über Grünstadt mit Kaiserslautern und nach Osten mit Worms verbindet. 500 m westlich des Siedlungsgebiets unterquert die L 395 die Bundesstraße 271.
1873 erhielt Albsheim Anschluss an die Eisenbahn, als die Pfälzischen Nordbahn von Dürkheim nach Monsheim verlängert wurde. Der Bahnhof liegt am südwestlichen Ortsrand und wurde 1963 zum Haltepunkt zurückgestuft. 1984 wurde der Personenverkehr eingestellt, 1995 jedoch reaktiviert. 1900 kam südlich des Dorfes ein weiterer Haltepunkt an der Bahnstrecke Worms–Grünstadt hinzu, auf der der Personenverkehr 1968 eingestellt wurde.

## Kultur und Sehenswürdigkeiten

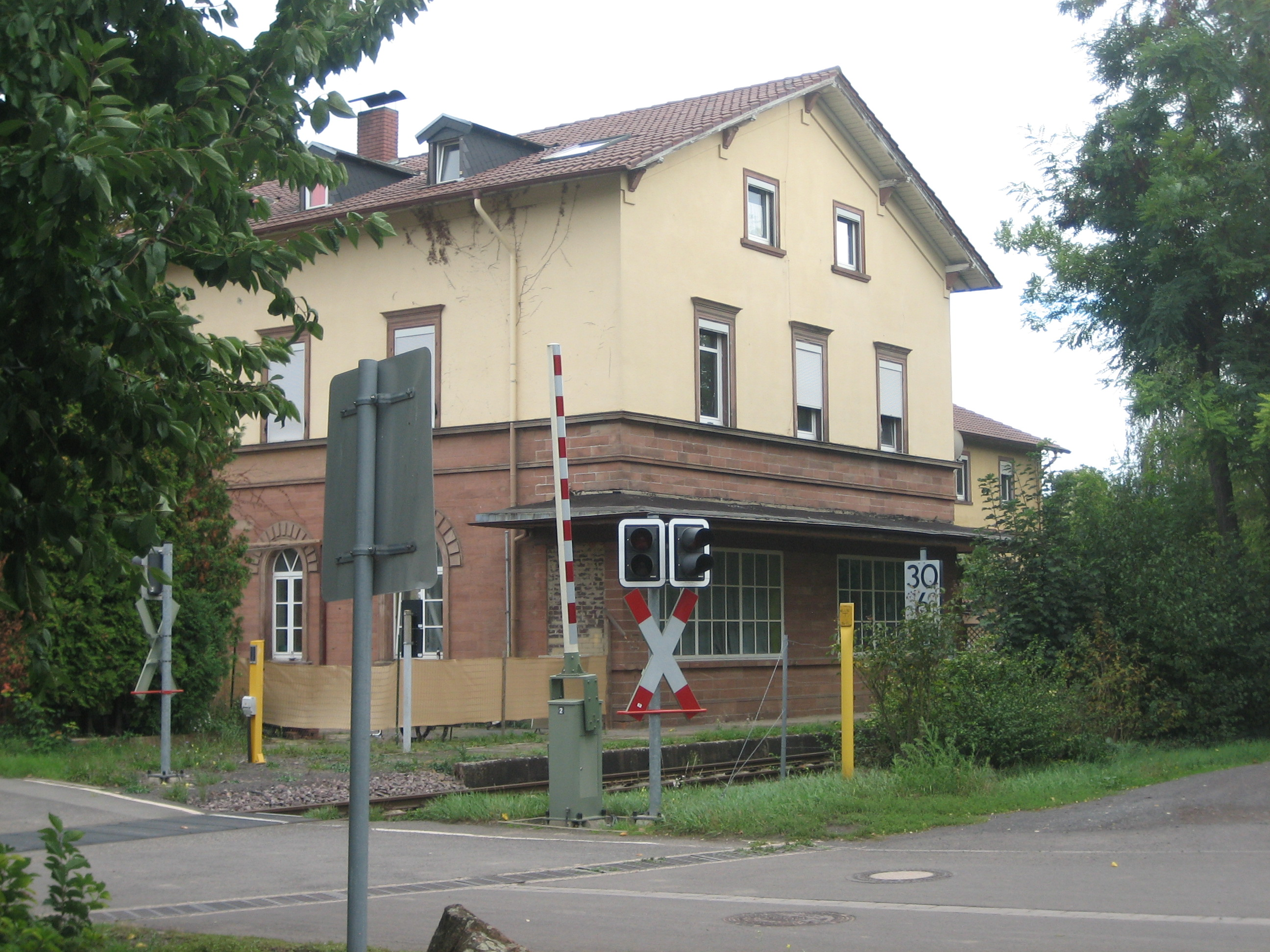
Ehemaliger Bahnhof

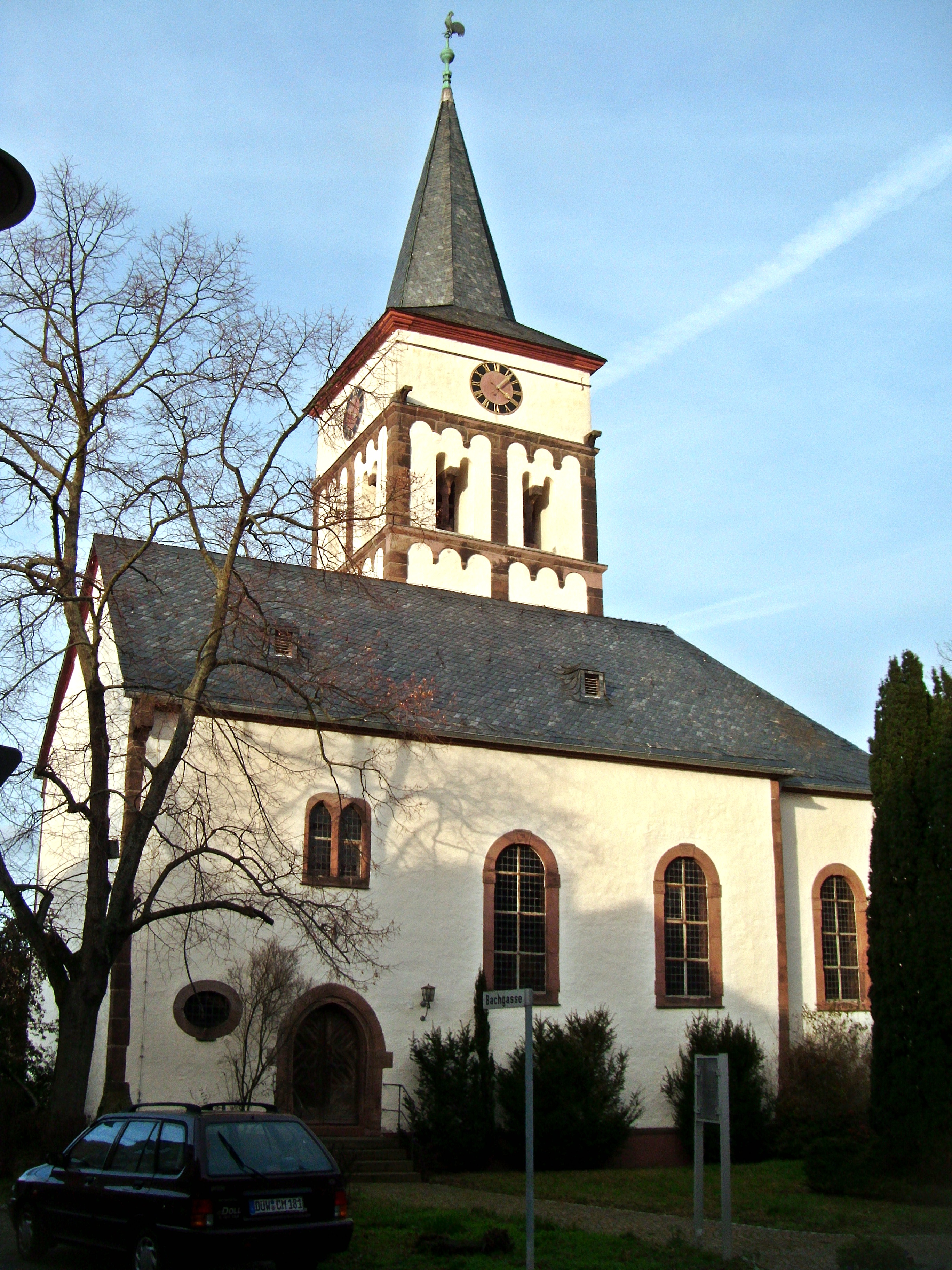
Protestantische Kirche (ehemals St. Stephan)

Seit 1982 findet am vierten Wochenende im August das Musikfestival Rock im Hinterland statt; von 2007 bis 2013 firmierte es als AkRoPoLis Open Air.
Der Ort verfügt über zehn Kulturdenkmäler. Dazu zählen das frühere Empfangsgebäude des Bahnhofs an der Pfälzischen Nordbahn und die im 12. Jahrhundert in romanischem Stil erbaute protestantische Kirche (ehemals St. Stephan). Sie ist das bedeutendste und älteste Gebäude im Ort.
Außerhalb der Wohnbebauung stehen nach Grünstadt hin die frühere Kraußmühle, die mit dem Wasser des Eisbachs betrieben wurde und deren heutige Gebäude aus dem 18. und 19. Jahrhundert stammen, sowie ein Menhir, dessen Aufstellung auf das 4. Jahrtausend vor Christus datiert wird.

## Persönlichkeiten
- Theodor Nauerz war ab 1953 als Pfarrer für Albsheim zuständig.
- Wilhelm Gruber (1903–1969), evangelischer Pfarrer, in Albsheim geboren